# ロニー・バカレ
エミール・ロニー・バカレ（Emile Rony Bakale、1987年10月6日 - ）は、コンゴ共和国の男子競泳選手。姉のモニカ・バカレも競泳選手で2004年のアテネオリンピックではともに出場した。

## 経歴
南アフリカのプレトリア大学の競泳チームに所属していた が、現在は南アフリカのタークススイミング所属。
2004年のアテネオリンピックには16歳にしてオリンピック出場を決め、コンゴ選手団の中で最も若い選手だった。出場した50m自由形では予選を1位だったもののタイムの関係上、決勝へは進めなかった。2007年の世界水泳選手権では100m、200mの自由形と背泳ぎに出場した。
2008年の北京オリンピックでは開会式で選手団の旗手を務めた。競技では100m自由形に出場したが、タイムにより1次予選で敗退だった。2007年の世界水泳選手権では前回の100m、200mの自由形と背泳ぎに加えて、50mのバタフライと200mの背泳ぎに出場した。